# Grijota
Grijota – gmina w Hiszpanii, w prowincji Palencia, w Kastylii i León, o powierzchni 28,58 km². W 2011 roku gmina liczyła 1932 mieszkańców.